# Яблонівка (Гур'євський міський округ)
Яблонівка (рос. Яблоневка) — селище Гур'євського міського округу, Калінінградської області Росії. Входить до складу Новомосковського сільського поселення.
Населення —  464 особи (2015 рік). 

## Населення
| 2002 | 2010 | 2011 |
| ---- | ---- | ---- |
| 410  | ↗464 | →464 |